# ديك كارتر
ديك كارتر (بالإنجليزية: Dick Carter)‏ هو لاعب كرة قاعدة أمريكي، ولد في 31 أغسطس 1916، وتوفي في 11 سبتمبر 1969.

## وصلات خارجية
- ديك كارتر على موقعبيزبول رفرنس.كوم (الدوري الثانوي) (الإنجليزية)